# Русско-Садовский
Русско-Садовский — хутор в Зимовниковском районе Ростовской области. Входит в состав Северного сельского поселения.
Основан в 1923-1924 годах
Население -— 99 (2012)

## География
Хутор расположен на севере Зимовниковского района в пределах Ергенинской возвышенности, являющейся частью Восточно-Европейской равнины, по левому берегу реки Сал, на высоте 42 м над уровнем моря. Рельеф местности равнинный. Местность имеет небольшой уклон к северу, по направлению к реке Сал
По автомобильной дороге расстояние до Ростова-на-Дону составляет 310 км, до ближайшего города Волгодонск — 86 км, до районного центра посёлка Зимовники — 37 км, до административного центра сельского поселения хутора Гашун — 17 км.
На хуторе имеются две улицы: Животноводческая и Русско-Садовская.

## История
Основан в 1923-1924 годах переселенцами из Курской губернии основывают хутор, названный в память о родных местах Садовским. Для его отличия от уже существующего калмыцкого хутора Садовского добавили слово «Русско-».

## Население
Динамика численности населения
| 2002 |
| ---- |
| 112  |

| 2006 | 2007 | 2008 | 2009 | 2010 | 2011 | 2012 |
| ---- | ---- | ---- | ---- | ---- | ---- | ---- |
| 96   | →96  | ↘92  | ↘89  | ↗112 | ↘99  | →99  |